# 谷口隆義
谷口 隆義（谷口隆義、たにぐち たかよし、1949年4月18日 - ）は、日本の政治家、公認会計士。京都先端科学大学教授。京都大学経営管理大学院非常勤講師。税理士法人谷口隆義事務所代表社員。公明党所属の元衆議院議員（5期）。財務副大臣（第1次小泉内閣・第1次小泉改造内閣）、総務副大臣（福田康夫内閣）を歴任した。
1974年3月、大阪府立大学（現　大阪公立大学）経済学部卒業。1975年、昭和監査法人（現:EY新日本有限責任監査法人）に入所。1985年、退所し、独立開業。その間、1993年から2009年まで衆議院議員（旧大阪2区、大阪5区）。2012年3月、経営学修士（京都大学）。2016年3月、京都大学経済研究科博士後期課程認定退学。2019年3月　博士（経済学）（京都大学）。2015年6月から2025年7月まで、京都大学会計人会初代会長。京都大学会計人会相談役(2025年7月-現職)。

## 経歴
大阪府立大学卒業後1975年に昭和監査法人（現　EY新日本監査法人）に勤務し、1985年4月に退所。その後、公認会計士・税理士として独立開業し、公認会計士・税理士法人谷口隆義事務所の代表社員として現在に至る。
政界入り
- 1993年7月18日に行われた中選挙区制最後の第40回衆議院総選挙にて、公明党から大阪2区で出馬し、初当選。公認会計士として、初の国会議員となる。

- 1996年10月20日に行われた小選挙区制最初の第41回衆議院総選挙では、新進党から大阪5区で出馬し当選。新進党解党後、自由党を経て公明党に参画。
- 2000年6月25日に行われた第42回衆議院総選挙では、公明党から大阪5区で出馬し、当選。
- 2002年1月に第1次小泉内閣にて財務副大臣に就任する。財務副大臣時代には、日本銀行の金融政策決定会合に出席し、政府系金融機関債権の買い取りを要請し、中小企業向けの融資の促進を視野に入れつつマクロな提案をしている[2]。
- 2003年11月9日に行われた第43回衆議院総選挙では、公明党から大阪5区で出馬し、当選。
- 2005年9月9日に行われた第44回衆議院総選挙では、公明党から大阪5区で出馬し、当選。
- 2007年に総務副大臣に就任する。2008年5月には、「国際展開プログラム」に基づきカタール・UAEへ6社の日本のＩＣＴ関連企業担当者とともに、両国を訪問している。帰国後、総務省内に「中東協議会」が設置され、相互の関係促進が図られる。

政治家後
- 2011年11月16日 引退発表。当選回数は初当選からの連続5回。（後継候補は国重徹）
- 2012年3月、京都大学大学院（MBA）修了。
- 2015年6月、京都大学会計人会が発足し、初代会長に就任。
- 2016年3月、京都大学大学院経済学研究科　博士後期課程単位取得認定退学。
- 2017年1月、税理士法人谷口隆義事務所を設立。代表社員（至現在）。
- 2019年3月、京都大学博士（経済学）。
- 2021年4月、京都先端科学大学国際学術研究院　教授（至現在）。
- 2024年4月、京都大学経営管理大学院　非常勤講師（至現在）。
- 2025年7月、京都大学会計人会の会長を勇退し、相談役に就任（至現在）。

## 人物
衆議院議員
- 財務副大臣（2002年1月から2003年9月）、総務副大臣（2007年9月から2008年8月）を歴任。中東外交を推進し2002年6月にアラブ首長国連邦（UAE）友好議員連盟を国会議員に働きかけ設立し、幹事長となり2国間の友好関係を深めるよう努めた。2004年衆議院経済産業委員長に就任し、法案審査や外国議員団との対応を行った。

議員引退後
ミャンマーでの活動
- 2013年、ミャンマーが「アジア最後のフロンティア」として注目され始めた時期にヤンゴンで事務所を開設し、主に2016年まで活動を展開。ヤンゴン市内に日本式の会計を教える学校を立ち上げ、会計事務所も運営を行った。
- 2013年2月から2016年12月まで、ミャンマーで会計の制度、運用状況を調査した。国の監督機関、ヤンゴン商工会議所やミャンマー公認会計士協会、ヤンゴン証券取引センター、日系企業の現地支店、ミャンマー人経営の会計事務所など29ヵ所を対象にフィールド調査を実施。延べ74名への聞き取り調査を通じ、論文にまとめ、著書『ミャンマー会計制度の研究』として上梓した。

## 政策・主張
税制改正における活動
- 公認会計士では最初の国会議員として、税政策に関する取り組みにも積極的に取り組み、持続可能かつ公平な税制度の実現に尽力した。初当選を果たした1993年には、細川連立内閣の税制改正においてインナーとして参画し、税制大綱の作成に中心メンバーとして深くかかわった。
- その後の税制改正において、党内の事務局長として与党内でも中心的な役割を担い、さまざまな関係者との協議を通じて、バランスの取れた税制改正を目指した。そのような行動を通じて国民の生活負担を軽減する一方で、財政の健全性を図る政策を推進した。
- さらに、e-TAXの導入時には、その普及と利便性の向上に寄与し、電子申告が広く普及するよう、その重要性を説き、IT技術の活用を進めた。また、確定申告期間には、現場視察を行い、税務署の職員や納税者と直接意見交換を行うことで、現場での課題を深く理解し、税制改正の際に反映させる姿勢を取った。

財政・金融面での提言
- 財務副大臣として、税制・金融面での提言や発言が「事務方の想定を超えた」熱心なものであったと評価を受けている[3]。
- 著書『戦略的金融システムの構築-21世紀のあるべき姿をめざして』では、金融機関の不良先件処理とともに今後の金融システムの「あるべき姿」について言及している。
- 経団連より、株主代表訴訟制度の見直しを核とするコーポレートガバナンスに関する商法改正問題の検討状況についてインタビューを受け、会報に掲載されている[4]。

イスラム金融
- 日本・アラブ首長国連邦友好議員連盟を創設したことで、産油国と金融面でのつながりが生じたことを言及した[5]。

アジアの金融
- 2002年８月には、アジア通貨危機の再来を防ぐことを目的とし、アジア各国で相互に資金融通する「チェンマイ・イニシアティブ」や「アジア債券市場育成イニシアチブ」をアジア各国で深化させるため、ベトナム、タイ、マレーシアといったアセアン各国を訪問し、意見交換を行った。
- その後、2003年3月1日に開催されたアジアにおける債券市場の育成にかかる ASEAN＋3のハイレベル･セミナーでは、基調講演で「アジア債券市場イニシアチブ」を提案している[6]。

大阪国際金融センター構想
- 東京一極集中の弊害に鑑み、リスク分散の観点から、2002年4月「大阪活性化のための提言」を作成し、公表した。国策として大阪が国際金融センターを構築すべき戦略的な取り組みが望まれると提言した[7]。
- その後、2003年9月10日に大阪で開催された近畿財務局主催の「多極的な国際金融センターの育成に関するシンポジウム」では、基調講演を行っている[8]。

金庫株法案の提出
- 第151回国会において、議員立法として金庫株関連法案の提案者となった。その後金庫株解禁に伴い出版された「一問一答金庫株解禁に伴う商法改正」に著者として名を連ねている。法案提出にあたっては、与党証券市場等活性化対策プロジェクトチームの一員として、硬直化した株価を流動化させることを検討し、それまで禁止されていた自己株式の取得の解禁に係わった。

公会計制度改革
- 当時未整備であった公会計における財務諸表制度に課題を見出し、財務諸表が自治体に緊張感をもたらし、自治体にも会計監査が必要な旨を言及している[9]。
- 2008年６月５日には「地方公会計の整備促進に関するワーキンググループ（第1回）」に出席し、地方公共団体の財務諸表のひな型について作成を検討することに言及し、その後に簡易な財務諸表の原型が作成されるに至った。

所得番付制度の廃止
- 所得の公示制度について、第三者通報制度（注：昭和22年導入、昭和29年廃止）を淵源とし、潜脱行為が頻繁に行われ、また、個人情報保護の観点からも問題になっている点を指摘し、その廃止を政府税制調査会に財務副大臣として提言した。その後、同制度は2006年に廃止されることとなった[10]。

地上デジタル放送（地デジ）への対応
- 2007年、自公合意の下、公明党の総務部会長として、「通信・放送の在り方に関する政府・与党合意」[11]の策定に関与した。同合意では、デジタル化やIP化などの技術革新が社会・経済に十分に浸透しない原因の一つとして、通信・放送分野における規制の硬直性が指摘され、制度改革の方向性が示された。
- 自公協議体の中心として2011年7月の地上波テレビ放送の完全デジタル化（アナログ停波）に向けて、関係省庁や業界団体との調整に奔走し、政策の推進にあたった。
- また、総務副大臣時代の2008年7月24日に開催された、「デジタル放送完全移行推進の集い」では、「今日はアナログ停波3年前の節目であり、これからが正念場だ。総務省としても全力で完全デジタル化に向けて全力で活動していく」と意気込みを述べている[12]。

## 人物
UAE（アラブ首長国連邦）との関係
- 2002年６月７日には日本・アラブ首長国連邦友好議員連盟（初代会長：橋本龍太郎）が超党派の友好議員連盟として創設され、初代幹事長となる[13]。
- 2005年7月には、総理特使の橋本龍太郎に同行し、「UAE建国の父」と称されるザーイド前大統領の逝去に伴い墓参をした上で、ハリーファ大統領や諸閣僚と会談等をおこなっている。また別途、ドバイ民間航空庁長官、中央銀行総裁、経済計画相、ドバイ商工会議所副会長及び同事務局長等と会談している[14]。
- 2006年5月には、当時の日・アラブ首長国連邦友好議員連盟会長である福田康夫とともにUAEへ訪問した。
- 2008年5月には、総務副大臣として６社の日本のＩＣＴ関連企業担当者とともに、カタール、UAE（アブダビ・ドバイ）を訪問し、カタールでは、ジャブールＩＣＴ最高評議会事務局長、Q-TEL会長と、UAEでは、ムハンマド皇太子、アハマド民間航空庁長官兼エミレーツグループ会長と面談し、両国とはICT分野で官民合同の定期的な協議の場を持つことで合意している。この結果、2008年7月には総務省内に「中東ICTビジネス協議会」の設置がされることとなる[15]。

## 著書
- 谷口隆義 『戦略的金融システムの構築-21世紀のあるべき姿をめざして』 金融財政事情研究会、2001年。ISBN 978-4322102291
- 谷口隆義他 『一問一答金庫株解禁等に伴う商法改正』 金融財政事情研究会、2001年。ISBN 978-4322102291
- 谷口隆義『ミャンマー会計制度の研究』中央経済社、2019年。ISBN 978-4502324413

## 役職歴
内閣
- 財務副大臣
- 総務副大臣

公明党
- 副幹事長
- 中央会計監査委員
- 総務部会長
- 財政金融部会副部会長
- 国土交通部会副部会長

## 選挙歴
| 当落 | 選挙                   | 執行日         | 年齢 | 選挙区      | 政党   | 得票数       | 得票率  | 定数 | 得票順位 /候補者数 | 政党内比例順位 /政党当選者数 |
| ---- | ---------------------- | -------------- | ---- | ----------- | ------ | ------------ | ------- | ---- | ------------------ | ---------------------------- |
| 当   | 第40回衆議院議員総選挙 | 1993年7月18日  | 44   | 大阪府第2区 | 公明党 | 11万4851票票 | 21.57%  | 5    | 1/7                | /                            |
| 当   | 第41回衆議院議員総選挙 | 1996年10月20日 | 47   | 大阪府第5区 | 新進党 | 7万4925票票  | 36.33%  | 1    | 1/4                | /                            |
| 当   | 第42回衆議院議員総選挙 | 2000年6月25日  | 51   | 大阪府第5区 | 公明党 | 7万9018票票  | 37.28%  | 1    | 1/4                | /                            |
| 当   | 第43回衆議院議員総選挙 | 2003年11月9日  | 54   | 大阪府第5区 | 公明党 | 9万2350票票  | 42.87%  | 1    | 1/3                | /                            |
| 当   | 第44回衆議院議員総選挙 | 2005年9月11日  | 56   | 大阪府第5区 | 公明党 | 11万8574票票 | 47.67％ | 1    | 1/3                | /                            |
| 落   | 第45回衆議院議員総選挙 | 2009年8月30日  | 60   | 大阪府第5区 | 公明党 | 9万7604票票  | 37.64%  | 1    | 2/4                | /                            |